# PlanetMath
PlanetMath je prosta spletna matematična enciklopedija. Njen poudarek je na strogosti, odprtosti, pedagogiki, vsebini v realnem času in povezani vsebini. Predstavlja skupnost približno 24.000 ljudi z različnimi zanimanji za matematiko. Projekt naj bi bil razumljiv, gosti pa ga Digital Library Research Lab na Virginia Tech. Lastnik spletišča je ameriška neprofitna korporacija »PlanetMath.org, Ltd.«
Enciklopedija PlanetMath je nastala, ko 12 mesecev po sodni odredbi zaradi tožbe založniške skupine CRC Press proti podjetju Wolfram Research in njegovemu nameščencu Weissteinu ni delovala priljubljena prosta spletna matematična enciklopedija MathWorld.